# 山口県道309号佐々並町絵美東線
山口県道309号佐々並町絵美東線（やまぐちけんどう309ごう ささなみちょうえみとうせん）は、山口県萩市から美祢市に至る一般県道である。

## 概要
萩市大字佐々並から美祢市美東町長田に至る。町絵とは美祢市美東町長田の小字である。

### 路線データ
- 起点：萩市大字佐々並（国道262号・山口県道10号山口福栄須佐線交点）
- 終点：美祢市美東町長田（山口県道28号小郡三隅線交点）
- 通行不能区間：美祢市美東町綾木 - 美祢市美東町長田

## 歴史
- 1972年（昭和47年）3月28日 - 山口県告示第238号により認定される。

前身は山口県道61号惣郷美東線（路線番号は旧番号）および美東町道。山口県道61号惣郷美東線は阿武郡阿武町惣郷と美祢市美東町綾木を結ぶ稀に見る長大一般県道であったが、阿武郡阿武町福田下 - 阿武郡旭村佐々並間が山口県道10号山口福栄須佐線に移行したことに伴い同路線に移行しなかった部分が本路線と山口県道303号福田下惣郷線になった。
- 1991年（平成3年） - 国道435号の鳳翩山（ほうべんざん）トンネルが開通したことに伴い大峠経由の旧道の降格が行われ、同旧道の一部を用いた別線が設定される（大峠側の残りの区間は山口市道および美東町道に降格）。
- 2005年（平成17年）3月6日 - 萩市と阿武郡に属する6町村（須佐町、田万川町、旭村、川上村、福栄村、むつみ村）が対等合併して改めて萩市が発足したことに伴い起点の地名表記が変更される（阿武郡旭村佐々並→萩市佐々並）。
- 2008年（平成20年）3月21日 - 美祢市と美祢郡に属する2町（美東町、秋芳町）が対等合併して新設の美祢市が発足したことに伴い終点の地名表記が変更される（美祢郡美東町長田→美祢市美東町長田、美祢郡美東町綾木→美祢市美東町綾木）。

## 地理

### 通過する自治体
- 山口県
  - 萩市 - 美祢市

### 交差する道路
| 交差する道路                         | 市町村名 | 交差する場所 | 交差する場所 |
| ------------------------------------ | -------- | ------------ | ------------ |
| 国道262号 山口県道10号山口福栄須佐線 | 萩市     | 大字佐々並   | 起点         |
| 山口県道312号矢代佐々並線            | 萩市     | 大字佐々並   |              |
| 山口県道307号佐々並美東線            | 萩市     | 大字佐々並   |              |
| 国道435号                            | 美祢市   | 美東町綾木   |              |
| 通行不能区間                         |          |              |              |
| 山口県道28号小郡三隅線               | 美祢市   | 美東町長田   | 終点         |

### 沿線
- 道の駅あさひ

### 峠
- 明敷峠（萩市 - 美祢市境）
- 馬路峠（美祢市美東町綾木 - 美祢市美東町長田、自動車通行不能）